# Crazy Sue II
Crazy Sue II is een videospel voor de Commodore Amiga. Het spel werd uitgebracht in 1992. 